# Alpine Linux
Alpine Linux je operační systém, odlehčená linuxová distribuce využívající jako standardní knihovnu jazyka C knihovnu musl, jako přednastavený unixový shell BusyBox a jako init OpenRC. Základní instalace systému má jen několik megabajtů (8 MB v roce 2017). Od počátku také kladl vysoký důraz na bezpečnost, mj. až do jejich zpoplatnění používal záplaty projektu Grsecurity. Do verze 3.9.0 vydané v lednu 2019 používal jako hlavní knihovnu pro TLS LibreSSL, pak přešel na OpenSSL.
Alpine Linux používá vlastní balíčkovací systém Alpine Package Keeper (apk-tools).
Význam Alpine Linuxu vzrostl v souvislosti s tím, že se stal vzhledem ke své malé velikosti oblíbeným hostovaným systémem kontejnerových virtualizací pomocí Dockeru.
Od Alpine Linuxu je odvozena distribuce postmarketOS cílená na chytré telefony.